# Frederick Thurston
Frederick Thurston (Lichfield, Staffordshire, 21 de setembre de 1901 – 12 de desembre de 1953) fou un clarinetista anglès.

## Carrera
Des dels 7 anys va ser ensenyat pel seu pare i va guanyar una beca oberta al "Royal College of Music", convertint-se en alumne de Charles Draper. Durant la dècada de 1920 va tocar amb l'orquestra del Royal Opera House i la BBC Wireless Orchestra abans de ser clarinetista principal de la recentment formada BBC Symphony Orchestra. Va deixar lOrquestra Simfònica de la BBC el 1946 per concentrar-se en la música de cambra.
També va ser clarinet principal de lOrquestra Philharmonia i es pot escoltar a l'enregistrament de Toscanini de les Simfonies de Brahms. Thurston també es pot escoltar al volum 1 de "Historical Clarinet Recordings" del segell de CD "Clarins Classics de Victoria Soames Samek".
Va donar la primera representació de noves obres, incloent la Sonata de clarinet d'Arnold Bax, el Quintet per clarinet d'Arthur Bliss i el Concert de clarinet de Gerald Finzi. Entre les seves obres es dediquen el Concert per a clarinet número 1 de Malcolm Arnold, Els Tres nocturns d'Iain Hamilton, La Sonata de clarinet d'Herbert Howells, La Sonata fantàstica de John Ireland, El Quintet de clarinet de Gordon Jacob, El clarinet Concertino número 1 d'Elizabeth Maconchy i El Concert de clarinet d'Alan Rawsthorne.
Va ensenyar al "Royal College of Music" del 1930 al 1953. El 1953 es va casar amb Thea King, un dels seus alumnes, però va morir poc temps després, el mateix any a causa d'un càncer de pulmó.

## Escrits
- Thurston, Frederick; A. Frank (1979) [1939]. El clarinet: un tutor integral per al clarinet Böhm. Londres.
- Thurston, Frederick (1940–41). "To de clarinet". Llibre de l'any de Woodwind: 47ss.
- Thurston, Frederick (1956). Tècnica de clarinet. Londres. ISBN 0-19-318603-9.
- The Passage Studies Volum 1 (Boosey i Hawkes)
- The Passage Studies Volum 2 (Boosey i Hawkes)
- The Passage Studies Volum 3 (Boosey i Hawkes)